# Абей, Луи Поль
Луи́ Поль Абе́й (фр. Louis Paul Abeille), в дореволюционном написании Абе́йль (3 июня 1719 года, Тулуза — 28 июля 1807 года, Париж) — французский экономист, принадлежавший к школе физиократов.

## Биография
Луи Поль Абей родился 3 июня 1719 года в городе Тулузе. 
Был главным инспектором мануфактур во Франции (1765) и главным секретарём совета торгового бюро (1769—1783). Будучи экономистом-физиократом, в своих сочинениях о развитии земледелия и промышленности доказывал преимущества свободной торговли, а также единства мер и весов.
Абей являлся основателем Патриотического бретонского общества, куда потом вступила и его племянница, писательница и борец за права женщин Луиза-Фелисите де Керальо.
Луи Поль Абей скончался 28 июля 1807 года в столице Франции

## Труды
- «Réflexions sur la police des grains en France et en Angleterre» (1764)
- Главная его работа «Principes sur la liberté du commerce des grains» (Desaint, 1768; перепечатана изд-вом Дюпон-де-Немур «Physiocratie» в 1769).
- «Faits qui ont influé sur la cherté des grains en France et en Angleterre» (1768)
- «Observations de la société royale d’agriculture, sur l’uniformité des poids et mesures» (вместе с Mathieu Tillet, 1790).